# Destutia cochiseata
Destutia cochiseata là một loài bướm đêm trong họ Geometridae.